# Ryan Paris
Fabio Roscioli (Roma el 12 de marzo de 1953), más conocido como Ryan Paris, es un cantante italiano que alcanzó el éxito internacional en 1983 con la canción Dolce Vita, compuesta y producida por Pierluigi Giombini. Miembro destacado del género musical Italo disco.
Dolce Vita, originalmente publicado en Italia por la discográfica Discomagic, llegó al Top 1 de las listas de ventas de casi todo el mundo, alcanzando el quinto lugar en el ranking inglés, por lo que Ryan fue invitado dos veces a la transmisión del programa de música Top Of The Pops. 
El sencillo siguiente Fall in Love fue una canción de menor éxito, sin embargo entró en la lista de ventas en Inglaterra y Francia, y fue séptimo en la clasificación en España. 2010 Ryan publica su composición musical "I wanna love you once again" muy grande éxito en el mundo "ITALO". Actualmente sigue produciendo nuevos temas también por otros artista. Es el caso de Sensation of love canción escrita y producida por Ryan y cantada de un artista búlgaro que ha sido TOP 15 de las ventas de sencillo en CD en Bulgaria. El LP autoproducido y editado de Ryan en el año 2013, "Sensation Of Love" está teniendo un gran éxito mundial con 3 canciones NÚMERO 1 en casi todas las listas de las radios de música 80: Sensation of love (versión 80). Yo quiero amarte una vez más y la reedición de I wanna Love you once again también publicada en italo-dance compilation volume 3 editada en Alemania por ZYX.
El 25 de mayo de 2014 colaboró en una actuación de la televisión Alemana ZDF, el Festival 80'S ZDF FERNSEHGARTEN, donde muchos artistas participaron como Limahl, Johnny Hates Jazz, Maggie Reilly, Bad Boys Blue, Bananarama, Murray Head, Samantha Fox, Bernie Paul, Shakatak, como copresentador Thomas Anders de los Modern Talking, con la presentadora Kiwi.

## Discografía
- 1983 «Dolce vita»
- 1984 «Fall in Love»
- 1984 «Bluette»
- 1984 «Paris on my mind»
- 1985 «Ryan París» LP
- 1986 «Besoin d'amour»
- 1989 «Dolce Vita remix - Ben Liebrand»
- 1991 «Dolce Vita - Fall in love»
- 1992 «The beat goes on»
- 1993 «Don't let me down»
- 1994 «Mister Jones»
- 1995 «It´s my life» Gen 64 feat. Ryan Paris
- 1997 «Only for you» Favilli feat. Ryan Paris
- 1999 «Dolce Vita ´99»
- 2002  «Ryan Paris Best of» CD
- 2004 «Dolce Vita» box con 2 CDs
- 2004 «Let´s do it together» CD
- 2004 «Don´t let me down» CD
- 2009 «Dolce Vita Re-master»
- 2010 «I wanna love you once again»
- 2010 «In love Again»
- 2012 «Parisienne girl 80´s remix»
- 2013 «Sensation of Love»
- 2013 «Yo quiero amarte una vez más»
- 2015 «Together again»
- 2015 «Light in the dark»
- 2015 «Con tu amor»
- 2016 «You are my life» 2 CD
- 2017 «It´s my life Eddy Mi Ami remix»
- 2017 «Buonasera Dolce vita feat. Mauro»
- 2017 «Dolce Vita» Jordi Cubino versión
- 2018 «Can delight» Dueto con George Aaron

```
2023 MAC DEMARCO & RYAN PARIS - SIMPLY PARADISE
```